# معمر واسر
خطأ لوا في mw.text.lua على السطر 25: bad argument #1 to 'match' (string expected, got nil).
 معمر واسر  (1935 الجزائر) هو لاعب كرة قدم جزائري.